# Club Deportivo Azogues
Deportivo Azogues é um time de futebol da cidade de Azogues, no Equador. O clube disputa, atualmente, primeira divisão equatoriana.

## História
Em 30 de abril de 2005, o presidente da Asociación de Fútbol del Cañar, Wilson León, reuniu torcedores de futebol da cidade de Azogues, no Centro Agrícola Cantonal de Azogues , sugerindo a formação de um time que levasse o nome da cidade.
Então, em 6 de maio de 2005, é fundado oficialmente o Club Deportivo Azogues.

### A rápida promoção nas divisoes inferiores
Após a fundação do time, era necessário a contratação de um técnico. O escolhido,tendo a honra de ser o primeiro técnico da história do clube, para essa função foi o brasileiro Professor Jair Pinto que indicou os jogadores na formação do elenco.
Resolvido isso, teve início os treinamentos no Estádio Municipal Jorge Andrade Cantos, que encontrava-se em péssimo estado de conservação, não tendo condições de abrigar os jogos da equipe.  Enquanto era realizado as obras no estádio, o clube passou a utilizar o estádio da Federação Desportiva de Cañar, que apesar de ser pequeno sendo necessário a construção de cabines de rádio, era mais viável a curto prazo.
A estreia na Segunda Categoría (terceira divisão do Equador) não tardou e foi com o pé direito. Em 9 de julho de 2005, diante do Deportivo Biblián, com uma vitória por 7 x 1.      Os resultados positivos se seguiram pela fase provincial do torneio e também pela nacional e seis meses depois, com uma vitória por 1 x 0, contra o Imbabura, o clube selou a promoção para a 1ª divisão B.
Para a estreia na 1ª divisão B (segunda divisão do Equador), um novo desafio: conseguir um maior número de sócios que conseguisse financiar a temporada. Além de conseguir empresas que quisessem espaços em placas no estádio da Federação e aumentar a venda de camisas do clube e de torcida no estádio. E os resultados apareceram, no final da temporada foram arrecadados por volta de 500 mil dólares. Com esse dinheiro, foi possível a contratação de jogadores importantes como Eder Vaca, Robin Pico, Javier Chila e outros.
O primeiro jogo do ano de 2006, foi em 4 de fevereiro contra a Seleção sun-17 do Equador, o jogo serviu para apresentar o plantel que disputaria a segunda divisão naquele ano. A estreia do clube nessa divisão, se deu com o estádio da Federação lotado, no dia 12 de fevereiro, em um empate (1 - 1) contra a LDU de Portoviejo.
Cinco meses depois,mais precisamente em 3 de junho, o clube conseguiu um feito inédito. Após a vitória, por 3-2, contra a mesma LDU de Portoviejo( desta vez em Portoviejo), o Deportivo Azogues conseguiu a incrível promoção para a primeira divisão. Assim, foi o primeiro time a alcançar essa dupla promoção em dois anos consecutivos.

### A primeira divisão
Desafios sempre fizeram parte da curta história desse time. E para o início na primeira divisão, não foi diferente. POr determinação da Federação Equatoriana de Futebol, o estádio da Federação nao poderia ser usado nessa divisão por suportar apenas 4.000 pessoas. Assim, teve-se que agilizar a reconstrução do estádio Municipal que se encontrava em ruínas até o início da obra, meses antes. Foram necessários reformas no gramado, nas vias de acesso ao estádio, construção de arquibancadas e camarins. Para isso, houve-se a necessidade de vender os direitos televisivos à Teleamazonas.
Os primeiros jogos aconteceram na cidade de Cuenca, no estádio Alejandro Serrano Aguilar, enquanto não terminava as obras no seu estádio. O primeiro jogo no Municipal Jorge Andrade Cantos, foi em agosto de 2007, contra o Barcelona-EQU, com um estádio lotado.
Porém, os primeiros resultados não foram satisfatórios à equipe e houve a necessidade de mudança da comissão técnica. Para o lugar de Jairo Pinto, Carlos Sevilla assumiu. E os resultados apareceram, logo na primeira partida, uma vitória fora de casa, por 2-0, contra o Barcelona( que até então era líder do campeonato).
Em 2007, o clube terminou em 4º no campeonato equatoriano, surpreendente para uma equipe que estreava na categoria.

## Títulos

### Nacionais
- Torneio Zonal (Segunda Categoria de Acesso): 2005
- Torneio Nacional de Acesso (Segunda Categoria): 2005
- Primeira Categoria (Série B): Torneio Apertura de 2006

## Estádio
Antes da fundação da equipe, o atual estádio da equipe (Municipal Jorge Andrade Cantos) se encontrava em ruínas. Um deslizamento de terra cobria toda parte lateral do campo de jogo,além disso as cabines de imprensa, camarins, grades da arquibancada e rampas de acesso estavam em avançado estagio de deterioração. O campo,também , estava em péssimo estado, impossibilitando a pratica esportiva. Então, na fundação da equipe, as obras iniciaram-se.
Porém, para a disputa das divisões inferiores foi necessário o uso de um outro estádio. O escolhido foi o Estádio Federativo de Azogues, que tinha capacidade para aproximadamente 4.000 pessoas.
Já na primeira divisão, por ordem da Federação Equatoriana de Futebol, a equipe se viu obrigada a agilizar as obras no seu atual estádio, pois o estádio federativo não poderia abrigar jogos dessa divisão por causa de sua baixa capacidade de público.
Até o término dessas obras, ainda foi usado, na cidade de Cuenca, o estádio Alejandro Serrano Aguilar. O primeiro jogo no Municipal Jorge Andrade Cantos, foi apenas em agosto de 2007, contra o Barcelona-EQU, com um estádio lotado. O estádio suporta 8.000 espectadores (com possibilidade de expansão), sendo desses 4.500 nas tribunas e 3.500 nas arquibancadas.